# Antonio Segni

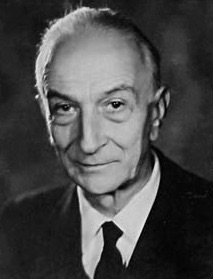
Antonio Segni

Antonio Segni (* 2. Februar 1891 in Sassari, Sardinien; † 1. Dezember 1972 in Rom) war ein italienischer Jurist, Hochschullehrer und Politiker (DC). Er war von 1946 bis 1951 Landwirtschaftsminister in der Zeit der Bodenreform, anschließend bis 1954 Bildungsminister. Von Juli 1955 bis Mai 1957 sowie von Februar 1959 bis März 1960 war Segni Ministerpräsident, von März 1960 bis Mai 1962 Außenminister sowie von Mai 1962 bis Dezember 1964 der vierte Präsident der Republik Italien.

## Leben und Karriere

### Familie, Ausbildung und Beruf
Segni stammte aus einer vermögenden sardischen Grundbesitzerfamilie. Er studierte Jura. Er wurde dann Dozent an der juristischen Fakultät der Universität Perugia.  Er lehrte später an den Universitäten von Cagliari, Pavia und Sassari, wo er von 1946 bis 1951 Rektor war.
Der Politiker Mariotto Segni ist sein Sohn.

### Politische Karriere
Noch als Student war Segni Mitbegründer einer Sektion der Katholischen Aktion in Sassari. Als Mitglied des nationalen Rats der Partito Popolare Italiano (PPI) trat er bei der Parlamentswahl 1924 an, zog sich angesichts der Machtübernahme der Faschisten aber aus der Politik zurück.
Ab 1941 engagierte er sich wieder politisch und war am Aufbau der Democrazia Cristiana beteiligt, deren Regionalvorsitzender in Sardinien er wurde. 1946 wurde er in die Verfassunggebende Versammlung gewählt und danach bei jeder der folgenden Parlamentswahlen wiedergewählt.
In den Nachkriegsregierungen von Ivanoe Bonomi, Ferruccio Parri und Alcide De Gasperi war er 1945/46 zunächst stellvertretender Minister und dann bis 1951 Minister für Land-  und Forstwirtschaft. In dieser Position machte er die von seinem kommunistischen Vorgänger Fausto Gullo eingeführte Landreform teilweise wieder rückgängig. Nach dem von Segni entworfenen Kompromissplan sollten 53 % der aus den Früchten des Bodens erzielten Einnahmen an die Pächter gehen, der Rest bei den bisherigen Grundbesitzern verbleiben, die aber verpflichtet wurden, 4 % ihrer Einnahmen für Verbesserungen beiseitezulegen. Enteignete Großgrundbesitzer sollten ihr Land zurückbekommen, wenn die Agrarkooperativen, denen es übertragen worden war, bestimmte Auflagen nicht einhielten. Nach dem Ausscheiden der Kommunisten und Sozialisten aus der Regierung versuchten die einstigen Großgrundbesitzer im großen Stil den Neubauern ebendies nachzuweisen und die Umverteilung so umzukehren. Dieses Zugeständnis an die vor allem süditalienischen Eliten zahlte sich für die DC durch deutliche Zugewinne bei der nächsten Wahl im April 1948 aus.
Segni wollte wie sein Parteichef und Ministerpräsident De Gasperi eine Schicht aus unabhängigen, eigenbesitzenden Bauern schaffen, weil sie erwarteten, dass diese eher als lohnabhängige Landarbeiter gegen die Ideologie des Kommunismus immun wären. Sie vertraten also eine Philosophie des contadinismo („Bauern-ismus“), ähnlich wie der einstige faschistische Landwirtschaftsminister Arrigo Serpieri. Im Mai 1948 kündigte Segni daher eine neuerliche, diesmal aber nicht-kommunistische Landreform an, durch die die größten Anwesen aufgeteilt werden sollten. Nach längeren Diskussionen und parteiinternen Konflikten zwischen Grundbesitzern und Befürwortern der Reform legte Segni Mitte 1950 ein „Auszugsgesetz“ (legge stralcio) vor, das zunächst vorläufig und nur in bestimmten Regionen eine Aufteilung der größten Ländereien vorsah. Dabei durfte nur unkultiviertes Land enteignet werden und die Vorbesitzer wurden vom Staat vollumfänglich entschädigt. Dennoch bezeichnete Segni die Reform als „den wichtigsten Akt der sozialen Erneuerung seit der Vereinigung Italiens.“ Scherzhaft wurde er anschließend bolscevico bianco – „weißer (also katholischer) Bolschewik“ – genannt. Ein von Segni eingebrachtes Gesetz über landwirtschaftliche Verträge, das einige Forderungen der Landarbeitergewerkschaften aufgriff, wurde von den Landbesitzern im Senat hintertrieben und schließlich zur Seite gelegt. Ab 1951 war er drei Jahre lang Bildungsminister.

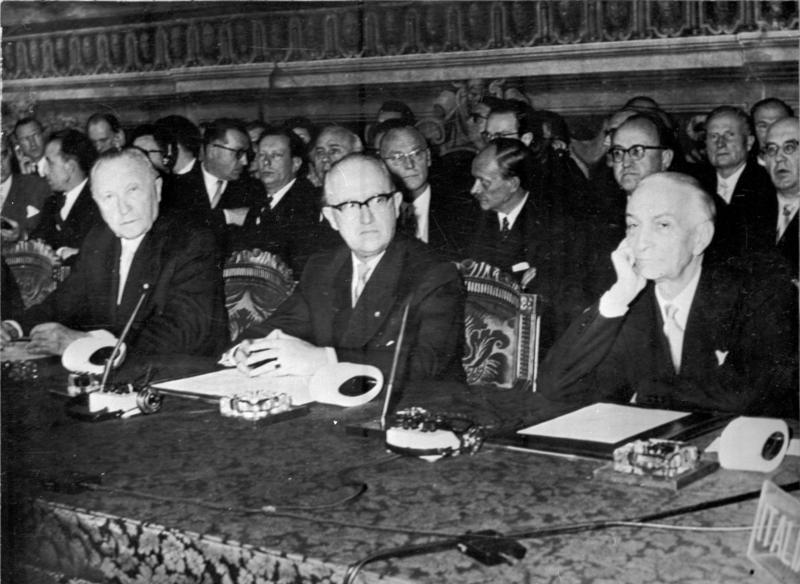
Segni (rechts) 1957 bei der Unterzeichnung der Römischen Verträge neben Konrad Adenauer und Walter Hallstein

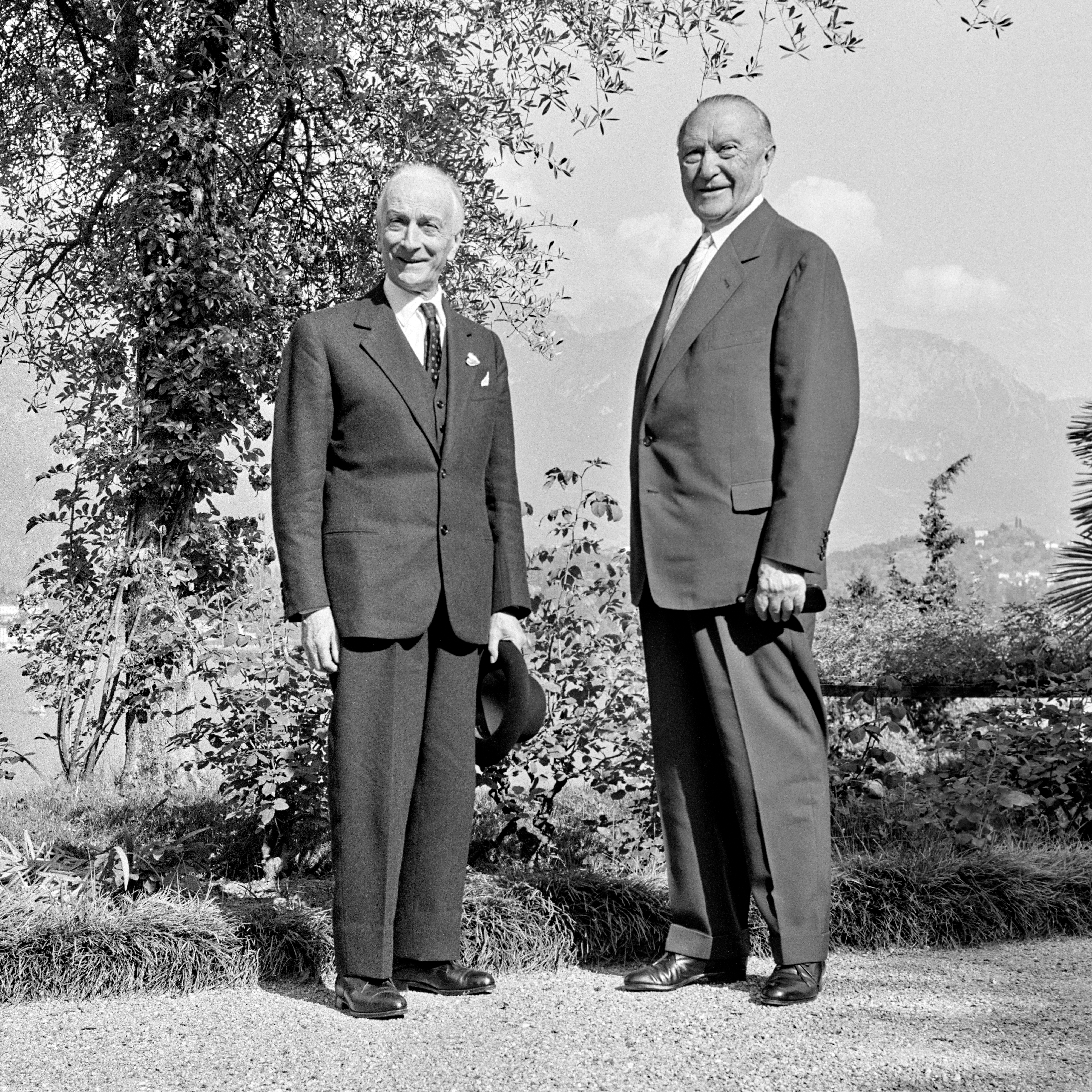
Segni und Adenauer in Cadenabbia, August 1959

1955 wurde er dann selbst zum Ministerpräsidenten ernannt, er stand einer Koalitionsregierung aus DC, PSDI und PLI vor, die außerdem von PRI und Monarchisten toleriert wurde und knapp zwei Jahre lang hielt. In seiner Amtszeit wurden im März 1957 in Rom die Verträge zur Gründung von EWG und Euratom (Vorläufer der Europäischen Union) unterzeichnet. Nach Ansicht Segnis ermöglichten es die Europäischen Gemeinschaften, dass sich jeder Bürger der damals sechs Mitgliedsstaaten „in jedem anderen der Länder zu Hause fühlen“ würden. Von Juli 1958 bis Februar 1959 war er Verteidigungsminister in der Regierung von Amintore Fanfani. Im Februar 1959 wurde er erneut mit der Regierungsbildung betraut, er leitete diesmal ein kurzlebiges Minderheitskabinett, dem nur DC-Minister angehörten, das aber im Parlament von der PLI, den Monarchisten (PNM, PMP) und den Neofaschisten (MSI) toleriert wurde. Zugleich übte er das Amt des Innenministers aus. In dieser Amtszeit hatte Italien erstmals den Vorsitz im Rat der Europäischen Union. Einer weiteren Regierung unter Fanfani gehörte er ab März 1960 als Außenminister an.

### Präsidentschaft
Er wurde 1962 im neunten Wahlgang mit 51,8 % der Stimmen zum Staatspräsidenten gewählt. Sein wichtigster Gegenkandidat war Giuseppe Saragat (PSDI; der zwei Jahre später sein Nachfolger wurde), der von PCI, PSI, PSDI und PRI unterstützt wurde; auch der linke Flügel der DC um Fanfani war der Wahl Segnis eher abgeneigt, konnte dann aber vom Parteivorsitzenden Aldo Moro auf Linie gebracht werden. Letztlich dienten Segni die Monarchisten und das neofaschistische MSI als entscheidende Mehrheitsbeschaffer. Er trat sein Amt am 11. Mai 1962 an. Segni gehörte dem rechten Flügel der Democrazia Cristiana an und stand Aldo Moros Mitte-links-Koalition mit der Partito Socialista Italiano (PSI) ablehnend gegenüber. Stattdessen erwog er, ein „unpolitisches“ Kabinett aus Beamten einzusetzen sowie die Rechte des Präsidenten in der italienischen Verfassung zu stärken, nach dem Vorbild der französischen V. Republik unter de Gaulle. Jedoch war er sich bewusst, dass dies auf großen Widerstand gestoßen wäre und sah daher von der Verfolgung solcher Pläne ab.
Während der langwierigen und verfahrenen Koalitionsverhandlungen von DC und PSI im Juli 1964 beriet er sich mit dem Senatspräsidenten Cesare Merzagora, der ein erklärter Befürworter einer Notstandsregierung war, mit General Aldo Rossi, dem Stabschef des Heeres, und rief auch den General der Carabinieri, Giovanni De Lorenzo, zu sich in den Quirinalspalast. Letzterer arbeitete anschließend einen Putschplan (Piano Solo) aus, nach dem die Carabinieri im Fall von Aufständen Regierungsgebäude und andere wichtige Stellen besetzen und unzuverlässige (d. h. vor allem linke) Personen internieren sollten. Ob Segni De Lorenzo zur Erstellung dieses Plans angewiesen hat, inwieweit er in die Pläne eingeweiht war und ob er solche Putschgerüchte nicht nur streuen wollte, um Einfluss auf die Regierungsbildung zu nehmen, lässt sich nicht mit Sicherheit aufklären. Jedenfalls lenkten die Sozialisten dann schnell ein und schlossen sich der Regierung unter Verzicht auf die meisten ihrer Forderungen wieder an.
Nur kurze Zeit nach der Krise im Juli 1964 erlitt Segni einen Schlaganfall, war anschließend teilweise gelähmt und konnte seine Amtsgeschäfte nicht mehr ausführen. Segni war bereits zuvor wiederholt krank und geschwächt gewesen, hatte aber immer weitergearbeitet, was ihm den Beinamen malato di ferro – „der eiserne Kranke“ – einbrachte. Hierdurch stellte sich erstmals in der italienischen Verfassungsgeschichte das Problem, wer eine ständige Verhinderung des Präsidenten festzustellen habe, damit Neuwahlen zum Präsidentenamt durch den Präsidenten des Abgeordnetenhauses anberaumt werden konnten. Durchführungsbestimmungen dazu waren weder durch die Verfassunggebende Versammlung noch vom Parlament erlassen worden. Nach herrschender Meinung italienischer Verfassungsrechtler hätte das Parlament jedoch die Verhinderung feststellen müssen. Das Problem wurde am 6. Dezember 1964 durch Segnis Rücktritt gelöst.
Antonio Segni unternahm als Staatspräsident offizielle Auslandsreisen nach Griechenland, Marokko, Deutschland, in die Vereinigten Staaten und nach Frankreich. Es gab mehrere offizielle und private Besuche im Vatikan.

## Ehrungen
- 1956: Großkreuz des Verdienstordens der Bundesrepublik Deutschland
- 1964: Karlspreis, „für Freiheit und Einheit Europas“